# Патарико (Ријети)
Патарико је насеље у Италији у округу Ријети, региону Лацио.
Према процени из 2011. у насељу је живело 61 становника. Насеље се налази на надморској висини од 888 м.